# Cosmologia germànica
La cosmologia escandinava, o germànica o nòrdica, tal com se'ns descriu en les fonts de la mitologia escandinava, reconeix l'existència de nou mons, els quals acaben amb el mot de l'antic nòrdic -heimr (llar, reialme o món) i, en alguns casos, amb el mot -garðr (granja, pati o terra). En aquests darrers casos, sempre hi ha algun tipus de construcció amb el mateix nom al centre del món en qüestió. A part del Miðgarð (la "Terra Mitjana"), la resta de mons es poden classificar en parelles oposades: 
| Món        | Món oposat | Contrast                 |
| ---------- | ---------- | ------------------------ |
| Muspelheim | Niflheim   | Foc i calor - Gel i fred |
| Asgard     | Helheim    | Cel - Infern             |
| Vanaheimr  | Jotunheim  | Creació - Destrucció     |
| Álfheim    | Nidavellir | Llum - Foscor            |

Tots el mons estan interconnectats per l'Yggdrasil, l'arbre del cosmos. No obstant això, hi ha algunes inconseqüències en les fonts, com la que ens mostra que l'arbre es nodreix de tres fonts que es troben en tres mons diferents, suggerint que els tres mons es troben en el mateix nivell, la qual cosa significa que el Niflheim es troba al nord, el Muspelheim al sud i el Jotunheim a l'est.
També tenim que l'Edda prosada situa l'Asgard i l'Alfheim a la copa de l'arbre i també, un fet que mereix especial atenció, i és que ens situa l'Helheim dins el Niflheim, donant-nos una cosmologia classificada en capes, tal com es veu en el gràfic de sota. (No obstant això, la traducció de l'Edda prosada que feu Rasmus B. Anderson l'any 1897 ens dona una classificació per capes lleugerament diferent Arxivat 2007-03-19 a Wayback Machine..)

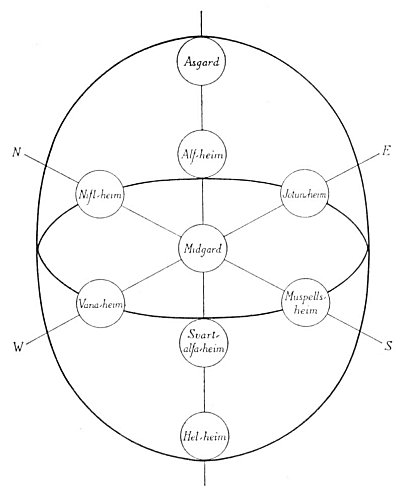
Diagrama dels nou mons.

- Yggdrasil (Sota les seves arrels es troben els nou mons del cosmos i tres fonts màgiques)
  - Hvergelmir
  - Mímisbrunnr
  - Urdarbrunnr
- Nivell superior
  - Alfheim (Món dels elfs britllants)[3]
  - Asgard (Món dels Aesir, conegut en un principi com Godheim)
    - Valhalla

  - Vanaheimr (Món dels Vanir)
- Nivell mitjà
  - Jotunheim (Món dels Jotnir, és a dir, els gegants)[4]
    - Griotunagard[5]
    - Gastropnir
    - Thrymheim
    - Utgard

  - Midgard (La "Terra Mitjana", el món dels homes, conegut en un principi com Mannheim)
  - Nidavellir i Svartalfheim (Mons dels nans i els elfs foscos respectivament. Probablement, són la mateixa cosa.)
- Nivell inferior
  - Helheim (El món de Hel, deessa de l'inframon)
    - Nastrond[6], edifici on viu Hel.[7][8]

  - Muspelheim (Món del foc, llar dels gegants del foc)
    - Ginnungagap (Abisme primigeni situat entre el Muspelheim i el Niflheim i del qual sorgí la vida)

  - Niflheim (Món de la boira, el gel i el fred. Llar dels Hrimthursar)

- Llocs no localitzats:
  - El llac Amsvartnir,[9] que conté l'illa Lyngve.[10]